# Eden (Vermont)
Eden ist eine Town im Lamoille County des Bundesstaates Vermont in den Vereinigten Staaten mit 1338 Einwohnern (laut Volkszählung von 2020).

## Geografie

### Geografische Lage
Eden liegt im Nordosten des Lamoille Countys, in einem rauen Abschnitt der nördlichen Green Mountains. Auf dem Gebiet der Town liegen mehrere Seen. Der größte ist der zentral gelegene Lake Eden, südlich davon der South Lake und im Nordwesten befindet sich der Belvidere Pond. Das Gebiet ist hügelig, mehrere Berge finden sich, der höchste ist der 1018 m hohe, im Norden liegende Belvidere Mountain, zudem sind der 716 m hohe Hadley Mountain und der 760 m hohe Mount Norris zu nennen. Auf dem Gebiet Edens entspringen zahlreiche Zuflüsse des Lamoille River, die – vor der Industrialisierung – verbreitet als Antrieb für Sägemühlen etc. genutzt wurden.

### Nachbargemeinden
Alle Entfernungen sind als Luftlinien zwischen den offiziellen Koordinaten der Orte aus der Volkszählung 2010 angegeben.
- Norden: Jay, 23,0 km
- Nordosten: Lowell, 12,0 km
- Osten: Albany, 17,5 km
- Südosten: Craftsbury, 14,0 km
- Süden: Wolcott, 16,5 km
- Südwesten: Hyde Park, 14,0 km
- Westen: Waterville, 17,5 km
- Nordwesten: Belvidere, 12,5 km

### Klima
Die mittlere Durchschnittstemperatur in Eden liegt zwischen −11,67 °C (11° Fahrenheit) im Januar und 18,3 °C (65° Fahrenheit) im Juli. Damit ist der Ort gegenüber dem langjährigen Mittel der USA um etwa 9 Grad kühler. Die Schneefälle zwischen Mitte Oktober und Mitte Mai liegen mit mehr als zwei Metern etwa doppelt so hoch wie die mittlere Schneehöhe in den USA. Die tägliche Sonnenscheindauer liegt am unteren Rand des Wertespektrums der USA, zwischen September und Mitte Dezember sogar deutlich darunter.

## Geschichte
Eden wurde am 7. November 1780 zur Besiedlung ausgerufen und am 28. August 1781 durch den Gouverneur Vermonts, Thomas Chittenden, einer Reihe von Offizieren und Soldaten aus dem „Kontinentalkrieg“ in Anerkennung ihrer Verdienste übereignet. Ab 1800 fand die Erstbesiedlung statt, am 31. März 1802 wurde die konstituierende Stadtversammlung durchgeführt. Das Land ist nur zu geringen Teilen, besonders im Westen der Gemeinde, als Ackerland zu nutzen; die anderen Bereiche eignen sich aber oft als Weideland. Um 1840 war Eden besonders für seine Schlachtrinder berühmt, die das beste Rindfleisch Vermonts geliefert haben sollen.
Das erste Gemeindehaus wurde 1832 errichtet und von allen damals ansässigen Gemeinden gleichermaßen für Gottesdienste genutzt.
Während des amerikanischen Bürgerkrieges dienten 82 Männer aus Eden in der Armee der Nordstaaten; davon starben 18 im Feld, im Krankenhaus oder in Gefangenschaft und sechs wurden schwer verletzt.
Belvidere Mountain wurde, Überlieferungen der frühen Einwohner zufolge, schon vor der Besiedlung durch die Engländer durch Kupferminen bergmännisch erschlossen. Zwischen 1936 und 1975 wurde hier Asbest industriell abgebaut. Sie hinterließ rund 2,7 Mio. t Rückstände. Im Jahr 2008 warnte der Staat Vermont alle Einwohner Edens und die der Nachbarstädte, dass es ein "Gesundheitsrisiko" für Menschen gebe, die innerhalb eines Zehn-Meilen-Radius um die Mine lebten. Im April 2009 veröffentlichte das Gesundheitsministerium von Vermont eine überarbeitete Studie, welche feststellte, dass alle Tode, die mit der Asbestmine zusammenhingen, bei ehemaligen Mitarbeitern auftraten. Zudem stellte der Bericht fest, dass das Risiko für Menschen, die in der Nähe der Mine leben, an Krankheiten zu erkranken, die durch Asbest hervorgerufen werden, nicht erhöht ist im Vergleich zu anderen Personen, die in Vermont leben.
Das Babcock Naturreservat, ein wichtiges geologisches Gebiet der Town, das vom Johnson State College und anderen Colleges des Staates Vermont benutzt wird, liegt ebenfalls in Eden. Das Reservat wird für Kurse in Geologie, Biologie und Ornithologie genutzt.

### Religion
Zwei Kirchengemeinden sind in Eden angesiedelt: eine römisch-katholische und eine Filiale der United Church of Christ. Eine Grundschule, die Eden Central School, findet sich ebenfalls.

### Einwohnerentwicklung
| Jahr      | 1800 | 1810 | 1820 | 1830 | 1840 | 1850 | 1860 | 1870 | 1880 | 1890 |
| --------- | ---- | ---- | ---- | ---- | ---- | ---- | ---- | ---- | ---- | ---- |
| Einwohner | 29   | 224  | 201  | 461  | 702  | 668  | 919  | 958  | 934  | 851  |
| Jahr      | 1900 | 1910 | 1920 | 1930 | 1940 | 1950 | 1960 | 1970 | 1980 | 1990 |
| Einwohner | 788  | 751  | 619  | 568  | 498  | 496  | 430  | 513  | 612  | 840  |
| Jahr      | 2000 | 2010 | 2020 | 2030 | 2040 | 2050 | 2060 | 2070 | 2080 | 2090 |
| Einwohner | 1152 | 1323 | 1338 |      |      |      |      |      |      |      |

## Wirtschaft und Infrastruktur

### Verkehr
Die Verkehrsanbindung der Gemeinde erfolgt über die Vermont Route 100, die umliegende Towns in Nord-Süd-Richtung anbindet, sie verläuft von Lowell im Norden nach Hyde Park im Süden, sowie die Vermont Route 118, die in westlicher Richtung von dieser abzweigt.

### Öffentliche Einrichtungen
Es gibt kein Krankenhaus in Eden. Das nächstgelegene Hospital ist das Copley Hospital in Morrisville.

### Bildung
Eden gehört mit Belvidere, Cambridge, Hyde Park, Johnson und Waterville zur Lamoille North Supervisory Union. Die Eden Central School bietet Klassen von Pre-Kindergarten bis zum sechsten Schuljahr. Weiterführende Schulen in dem Schulbezirk sind die Lamoille Union Middle School und die Lamoille Union High.
Es gibt keine öffentliche Bibliothek in Eden. Die nächstgelegene ist die Craftsbury Public Library in Craftsbury.

## Persönlichkeiten

### Söhne und Töchter der Stadt
- Frank Plumley (1844–1924), Politiker und Abgeordneter im US-Repräsentantenhaus